# Oleh Doroshchuk
Oleh Doroshchuk (en ucraniano: Олег Дорощук; Kirovohrad, 4 de julio de 2001) es un deportista ucraniano que compite en atletismo, especialista en la prueba de salto de altura.
Ganó una medalla de bronce en el Campeonato Europeo de Atletismo de 2024 y una medalla de oro en el Campeonato Europeo de Atletismo en Pista Cubierta de 2025. Participó en los Juegos Olímpicos de París 2024, ocupando el sexto lugar en su especialidad.

## Palmarés internacional
| Campeonato Europeo                   | Campeonato Europeo       | Campeonato Europeo | Campeonato Europeo |
| Año                                  | Lugar                    | Medalla            | Prueba             |
| ------------------------------------ | ------------------------ | ------------------ | ------------------ |
| 2024                                 | Roma (Italia)            | Medalla de bronce  | Salto de altura    |
| Campeonato Europeo en Pista Cubierta |                          |                    |                    |
| Año                                  | Lugar                    | Medalla            | Prueba             |
| 2025                                 | Apeldoorn (Países Bajos) | Medalla de oro     | Salto de altura    |